# Santa Lucía (Tucumán)
Santa Lucía en la provincia de Tucumán (antes "Ingenio Santa Lucía") está situada en el pedemonte, en el departamento Monteros, a 50 km al sur de la ciudad de San Miguel de Tucumán, sobre la ruta 307 que va a Tafí del Valle.
Su gobierno es una comuna rural, con Delegado Comunal elegido por la población cada 4 años.
Tiene escuela primaria y una escuela secundaria (tipo "técnica-mecánica"). Tiene correo, comisaría y juez de paz, iglesia-parroquia, Hospital de 2.º categoría, museo y archivo fotográfico.
Líneas de colectivo la conectan con las ciudades de Monteros y San Miguel de Tucumán. También pasa por el pueblo la empresa "Aconquija" con destino los "Valles Calchaquíes".
El pueblo se fundó el 7 de noviembre de 1882 por la puesta de un ingenio azucarero, que funcionó hasta el 30 de agosto de 1968 cuando se produjo el cierre de los ingenios azucareros en Tucumán por la dictadura de Onganía.
A raíz de eso se cambiaron los cultivos de caña de azúcar por limones: hoy es una cuenca limonera, también de arándanos azules.

## Población
Cuenta con 5704 habitantes (Indec, 2010), lo que representa un incremento del 15% frente a los 4929 habitantes (Indec, 2001) del censo anterior. 
| Gráfica de evolución demográfica de Santa Lucía entre 1960 y 2010 |
|                                                                   |
| Fuentes: INDEC                                                    |

## Historia
Santa Lucía de Tucumán fue centro de guerrilla rural: el ERP con sus campamentos en Las Dulce y en el Niñito Perdido (campamento Hilda guerrero de Molina). Centro de la Compañía de Monte "Ramón Rosa Jiménez", nacido en Santa Lucía.
El 20/10/74 ERP, copamiento del pueblo de Santa Lucía en Tucumán, por parte de la denominada "Compañía de Monte Ramón Rosa Giménez. Asesinan a tres civiles, a quienes consideran responsables de la caída de un guerrillero.
El 9 de febrero de 1975 se instala la Base Militar (3000 soldados): del Operativo Independencia. Todo el pueblo constituido en base militar con reglamento de toque de queda. "El zótano": primera cárcel militar clandestina, con desaparición de personas.
Después del cierre del ingenio quedan sin autoridad y en 1975 se crea la Comuna Rural.
Gerardo Vallejo retrató lo vivido durante el cierre del Ingenio en su filme El Camino hacia la muerte del viejo Reales en 1971.

## Líderes sociales históricos
- José Federico Moreno,Masón que practicaba la filantropía, fundador de este pueblo, industrial filántropo. Fundó escuelas, donó escuelas en Santa Lucía, Monteros y ciudad de Tucumán. Hospital en Monteros, Tucumán, Córdoba y Bs. As. Tenía cientos de becarios. Murió en 1905.
- Raúl Zelarayán, sindicalista destacado a nivel provincial y nacional junto a Benito Romano y Atilio Santillán. Murió en 1977.

## Religión
Parroquias de la Iglesia Católica 
| Diócesis  | Santísima Concepción |
| --------- | -------------------- |
| Parroquia | Santa Lucía          |

Además, hay presencia de numerosas congregaciones protestantes en sus múltiples vertientes.